# Condica enigmatica
Condica enigmatica is een vlinder uit de familie van de uilen (Noctuidae). De soort is voor het eerst wetenschappelijk beschreven als Prospalta enigmatica door Emilio Turati en Giorgio Krüger in een publicatie uit 1936.
De soort komt voor in Libië.